# BARZ
BARZ（1984年5月5日－）是台灣漫畫家，桃園市中壢區人。曾在3D動畫公司擔任後製，後期轉往漫畫創作，2003年開始投稿各式漫畫雜誌。

## 簡歷
- 2005年：東立出版社第一屆東立漫畫劇本獎〈鬼王大地〉入選
- 2006年：青文出版社第二屆漫畫新人獎〈鬼神捕快〉佳作
- 2007年：東立出版社第十二屆東立短篇漫畫賞〈鎮邪〉入選
- 2009年：初連載‧鋼鐵十字軍/全力出版
- 2011年：初單行本‧一九四五夏末/全力出版
- 2012年：鎮邪甲冑-劍獅/尖端出版
- 2015年：在日更COMICS開始連載《龍朝大都》。
- 2021年：在CLUB HOUSE上從SEAN手中獲得劍獅企鵝。

## 作品風格
必定會出現『HAPPY ENDING』、『哭泣的少女』、『機械原素』。
擅長機械型奇幻故事，大規模戰鬥場面。
引人落淚的人情劇，磅礡的時代劇。
善於刻畫深刻立體，各種風韻的女性角色。
下筆精緻細膩，以磅礡的背景描繪帶出綿密的世界觀，
並且敘事帶有電影風格，戲劇性強烈。
角色描繪時往往強調著男性角色的剛、與女性角色的柔。

## 作品

### 連載中
- 《異世界國家阿爾奇美拉～最弱之王與無雙大軍～》（2021-，マンガUP！ - SQUARE ENIX ）

### 連載結束
- 《鎮邪甲冑-劍獅》（2012-2016，漫畫之星）
- 《龍朝大都》（2016-2019，日更計畫）

## 單行本
- 《一九四五夏末》（2011，全力出版，全一卷）
- 《鎮邪甲冑-劍獅》（2012，尖端出版，全五卷）
- 《龍朝大都》（2016，愛尼曼數位科技，發行4卷）
- 《異世界國家阿爾奇美拉～最弱之王與無雙大軍～》（2021，SQUARE ENIX 發行2卷／2022，未來數位 ，發行1卷）

## 獲獎記錄
- 2012年　《一九四五夏末》榮獲第 34 次中小學生優良課外讀物推介
- 2013年　《鎮邪甲冑－劍獅》獲得了2013年金漫獎最佳少年漫畫

## 外部連結
- BARZ Facebook專頁 （页面存档备份，存于）
- 【漫博 14】《-鎮邪甲冑-劍獅》BARZ 簽名會 打造屬於台灣的變身英雄（页面存档备份，存于）
- 漫畫家訪談：BARZ 神武劍獅，裝甲上陣（页面存档备份，存于）